# Capella dels Sants Metges (Granollers)
Capella dels Sants Metges és capella edificada al camí de Corró de Granollers (Vallès Oriental) catalogada com Bé Cultural d'Interès Local.

## Descripció
És un edifici entre mitgeres estructurat en un únic eix central, amb imposta per sobre la portalada d'arc de mig punt, una finestra rodona recercada amb totxo a sardinell, coronada per un capcer amb sanefa de totxo que incorpora un campanar d'espadanya d'un ull. La composició vertical de la façana té el contrapunt de la imposta de totxo a sardinell que la subdivideix.

## Història
Els diferents barris de la ciutat emmurallada comptaven amb una capella cadascun, sota la dependència de la parròquia de Sant Esteve de Granollers. Aquestes capelles acostumaven a estar emplaçades als portals de la vila, com les de Sant Roc, Santa Esperança, Sant Cristòfol, Santa Anna i la desapareguda de Santa Elisabet.

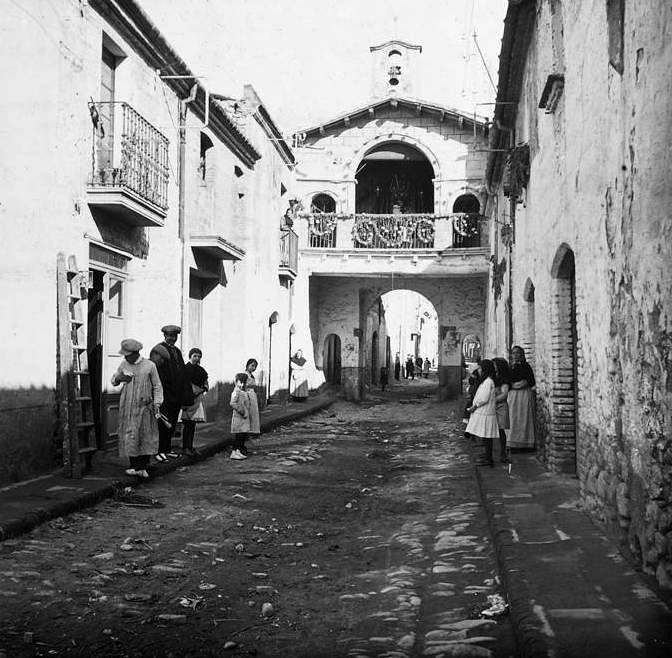
Capella i carrer de Granollers el 1915

 La capella dels Sants Metges s'ubicava a l'eixample del segle xvi, fora muralla. Actualment, aquestes capelles han perdut la seva funció pastoral.
Aparentment la capella tenia una altra orientació abans de la dècada de 1940, segons l'historiador Amador Garrell: "la capella dels Sants Metges era bastida al mig del carrer, de cara avall, tal com es veia fins a l'any 1936". L'antiga capella feia una arcada al mig del carrer de Corró i era, de totes les capelles de barri, la més nova. A la guerra de 1936 la capella va ser enderrocada, i es va fer més humil a un costat. La capella estava situada el barri "dels Sants Metges", a la part alta de la vila, dominada per fàbriques i indústries, raó per la qual la festa se celebrava cada any el dissabte següent al dia assenyalat en el calendari per a honorar als sants. Aquell dia tancaven les fàbriques i es paraven les indústries. La festa tenia com a ingredient fonamental la visita a la font (la Font Verda, la de l'Escot o la de l'Estació) amb la provisió corresponent d'unes branques d'acàcia o d'unes canyes verdes.